# Sadok Thraya
Sadok Thraya (arabe : الصادق ثريا), de son nom complet Sadok Ben Boubaker Ben Salah Ben Salem Thraya, né le 4 mars 1920 à Kairouan et décédé le 10 décembre 2003, est un musicien et chanteur tunisien.

## Biographie
Il est élevé dans une famille aisée de musiciens, son oncle Amor jouant notamment de l'oud et du piano lui apprend à jouer de l'oud ainsi que plusieurs mouachahs. À l'âge de sept ans, il fréquente une médersa puis une école franco-arabe et obtient finalement son certificat de fin d'études primaires.
Après la mort de son père en 1934, Thraya s'installe à Tunis et se trouve recueilli par un ami de son père. Admis à la mosquée Zitouna, il n'y reste qu'un an et demi car, vivant près de Bab Souika, il fréquente le café Taht Essour, lieu de rendez-vous des grands poètes de la musique tunisienne. Il est alors présenté au responsable des programmes arabophones de Radio Tunis et au responsable du service musical. Intégrant Radio Tunis, Abderrazak Karabaka lui écrit la première d'une série de chansons composées par les meilleurs paroliers du moment. Il donne également plusieurs concerts en compagnie de Saliha.
En 1952, il part pour Paris où il passe quelques années et enregistre ses chansons sur disques. De 1956 à 1961, il séjourne au Maroc où il enregistre des chansons pour Radio Rabat. En 1975, Thraya rentre définitivement à Tunis où il intègre la troupe de La Rachidia en tant que oudiste.
Laissant un répertoire qui allie les airs tunisiens et orientaux, Thraya est honoré du Prix national de la musique et des insignes de l'Ordre national du mérite au titre du secteur culturel.